# Josip Iličić
Josip Iličić (* 29. ledna 1988 Prijedor) je slovinský profesionální fotbalista chorvatského původu, který hraje na pozici ofensivního záložníka za slovinský klub NK Maribor. Mezi lety 2010 a 2021 odehrál také 79 utkání v dresu slovinské reprezentace, v nichž vstřelil 16 branek.

## Reprezentační kariéra
Iličić byl členem slovinské reprezentace do 21 let.
V A-mužstvu Slovinska debutoval 11. 8. 2010 v přátelském zápase v Lublani proti týmu Austrálie (výhra 2:0).

## Úspěchy

### Individuální
- Tým roku Serie A – 2018/19[4]